# Circonscriptions électorales de la province d'Istanbul
Pour les articles homonymes, voir Istanbul (homonymie).

Province d'Istanbul

Les circonscriptions électorales de la province d'Istanbul sont un découpage constitué de trois secteurs (seçim çevresi) constitué de districts (ilçe). Istanbul, Ankara, Izmir et Bursa sont les quatre seules provinces de Turquie à avoir un découpage interne pour les élections législatives en raison de leur taille. Dans tous les autres cas, les circonscriptions électorales se font à l'échelle des provinces.

Répartition des districts en 3 circonscriptions électorales depuis 2015